# サノク
サノク（ポーランド語: Sanok [ˈsanɔk]、ラテン語: Sanocum、ハンガリー語: Sánók、ウクライナ語: Сянiк、イディッシュ語: Sonik）は、ポーランド南東部にある町。人口は2021年の時点で3万6703人。小ポーランド地方の一部で、ルーシ県（1340年 - 1772年）、クロスノ県（1975年 - 1998年）を経て1998年からはポトカルパチェ県に属し、サノク郡の郡庁所在地でもある。
旧市街は山城のふもとのサン川のほとりに位置し、丘陵地にはウストジキ・ドルネからヴァドヴィツェまでポーランド南部を340kmにわたり横断する国道28号線が通る。ポグセ丘陵の中心地で、標高は300mであるが、市内にも丘が数箇所ある。

## 考古学

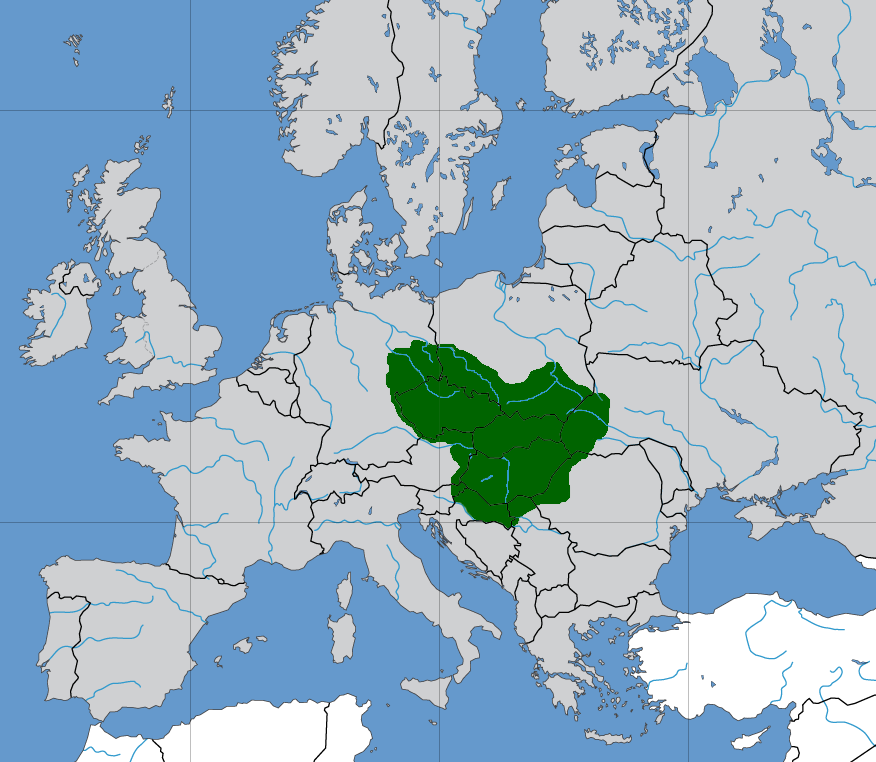
スヴァトプルク1世下（871年 - 894年）のモラヴィア王国の最大版図。一部の境界線には議論の余地がある

ポーランド南東部、現在のポトカルパチェ県地方には有史以前から人類が住み着いていたが、先ローマ期からケルト、ゴート、ヴァンダルなどさまざまな民族の侵略を受けてきた。ポーランド南東部の大部分を支配したローマ帝国が崩壊するとモラヴィア王国の支配下となったが、土着のレンディア人はハンガリーがモラヴィア王国の中心部に迫った899年ごろにハンガリー王国への忠誠を誓った。遅くとも9世紀にはポーランド、キエフ大公国、ハンガリーの三つ巴の覇権争いが起こった。
現在のサノク一帯の村落跡は9世紀にまでさかのぼる。10世紀にスラブの城下町（ゴルド）が設立され、当初は異教礼拝の中心地の役割を果たした。地名の由来ははっきりしておらず、トレプチャとの間にある「ファイカの丘」の要塞跡からケルトの遺物が発掘されていることからサン川,;のケルト名から来たのではないかと多くの学者は見ているが、この要塞は早くとも9世紀の建造である。丘には最初期の街もあったことから、キエフ風の装飾が施された古代の寺院や共同墓地の跡、12世紀後半に活躍したキエフ大公ルーリク・ロスティスラヴィチの2つの印章も見つかっている。

## 歴史

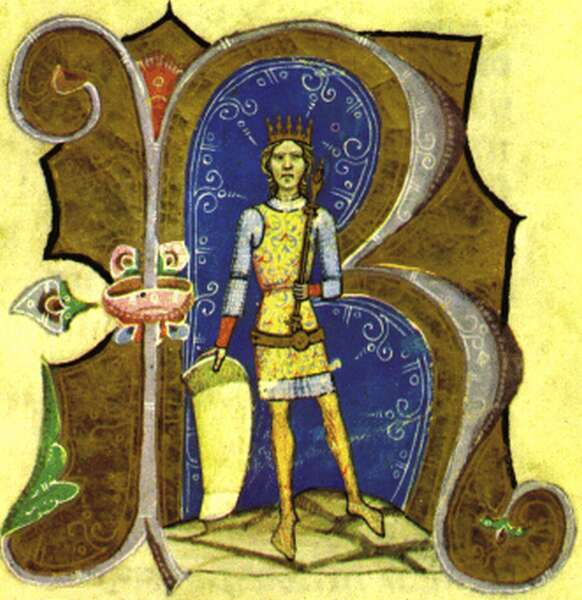
サノクを平定したとされるハンガリー王ゲーザ2世

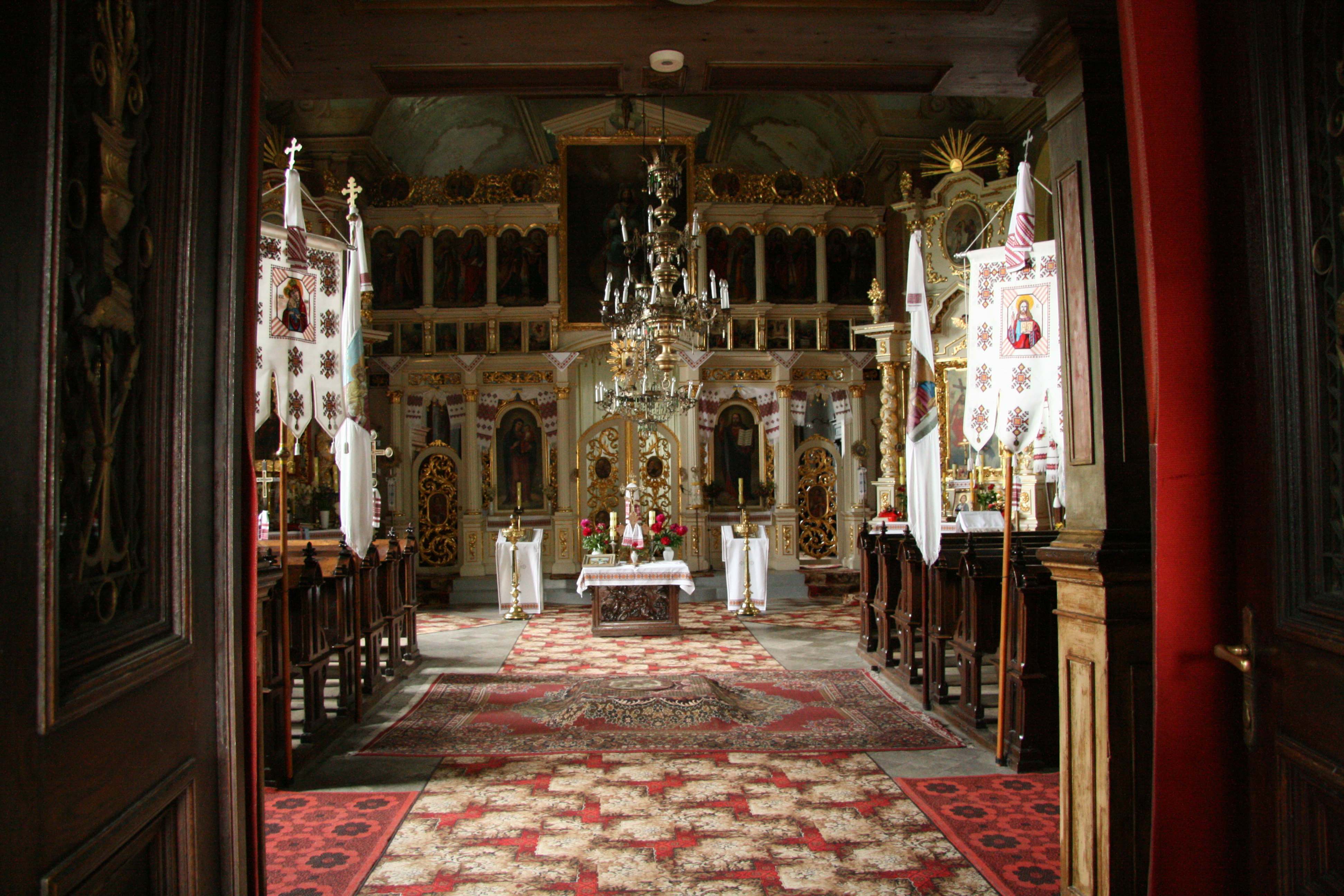
正教会の三位一体大聖堂の内部

キエフ大公国のウラジーミル1世がポーランドへ赴いた981年に、その中継地として初めて歴史上に登場した。そのころは紅ルーシに属し、レンディア人が入植していた。1018年にポーランドが征服したが、1031年に再びルーシ領になった。ルーシの年代記「ヒパティア年代記」の1150年の項には「ハンガリー王ゲーザ2世が山を越え、プシェムィシル一帯の村々や総督もろともサノクの要所を平定した」とある。「ヒパティア年代記」には1205年にルーシ王女アンナとハンガリー王がサノクで面会したこと、1231年にルーシ王女が「ハンガリーの玄関口」サノクに遠征したことが書かれている。
1339年にハールィチ・ヴォルィーニ王国のボレスワフ・ユーリー2世からマクデブルク法を賜ったが、翌年にポーランド王カジミェシュ3世に征服された。ハールィチ・ヴォルィーニ王国は1349年に滅亡。ポーランド王国下ではルーシ県のサノク地区に属したが、基礎自治体としての権限は1366年4月25日に引き続き認められた。自治体の簡易裁判所やサノク地区全域を管轄する高等裁判所など、いくつかの裁判所が設立され、ドイツの都市法にもとづき審理された。
17世紀初頭にはハンガリーからウプクフ峠を通り、サノクを経由してポーランドへ至る主要な交易路が開通した。
1846年2月18日には「ガリツィア大虐殺」が発生。第一次世界大戦では1915年5月から7月までロシア軍が留まり、甚大な被害が生じた。1900年の時点では6123人が暮らし、その57%がポーランド人、37%がユダヤ人で、第二次世界大戦までユダヤ人の割合は高かった。
ウクライナ人の割合が高く、1919年から1939年のポーランド第二共和国下ではガリツィアにおけるウクライナ民族主義の中心都市となった。1943年にはナチス・ドイツによって第14SS武装擲弾兵師団と多くのウクライナ系武装親衛隊が創設されたが、戦後はヴィスワ作戦（1946年 - 1947年）によってウクライナ系、レムコ系住民の大多数が旧ドイツ東部領土やポーランド各地に強制送還された。レムコ人の帰還は1989年になって始まった。

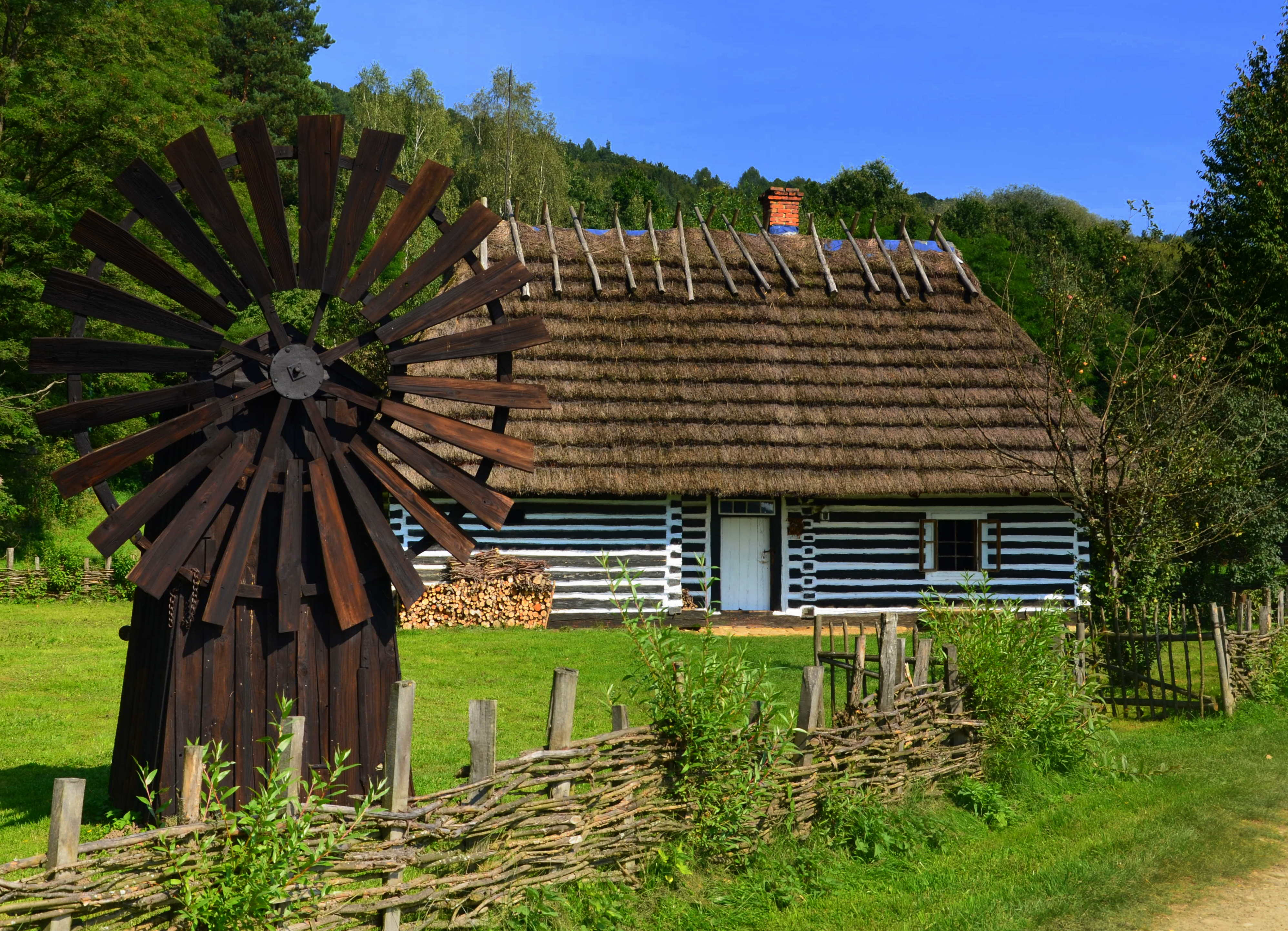
サノク民族史野外博物館

ビアワ・グラ地区にあるサノク民族史野外博物館では、スウェーデンのストックホルムにあるスカンセン野外博物館から移築されたこの地方の主要民族の1800年代の伝統家屋が展示されている。
人口の推移
- 1589年 - 1700人
- 1883年 - 5181人
- 1939年 - 1万5600人
- 2000年 - 4万1401人
- 2009年 - 3万9110人
- 2016年 - 3万8397人
- 2021年 - 3万6703人

## 経済
産業基盤は強固で、1932年創業のストミル・サノクと1832年創業のオートサンの本社があり、駅から徒歩で20分、中心街から徒歩で15分のところにある。オートサンは大型バスやポーランド陸軍のキャビン、鉄道車両を製造している。パス・グミヴェルケの工場や国営のポーランド石油・天然ガス採掘の事業所もある。

## 文化・教育

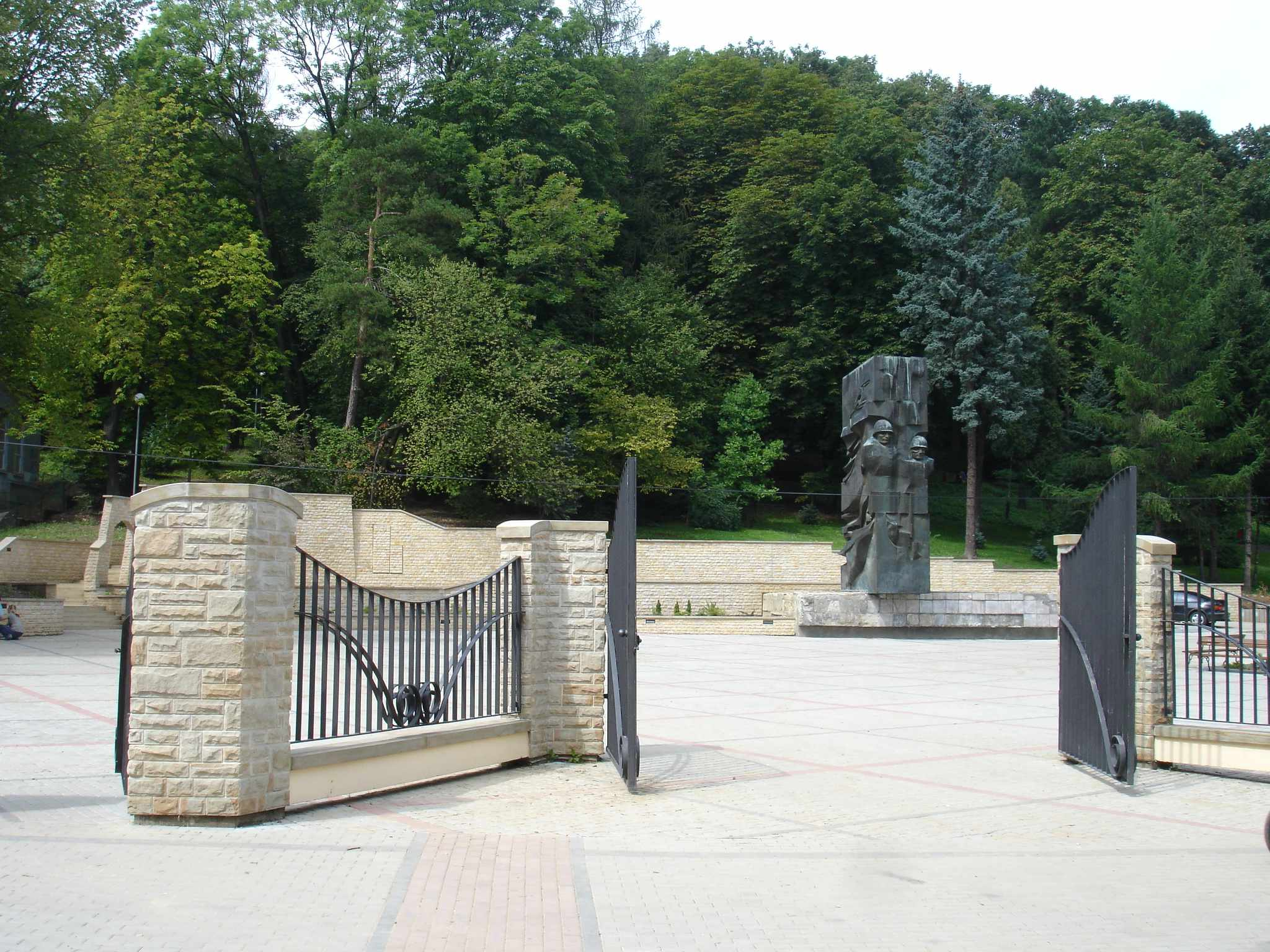
市内で最も多くの人々が訪れるアダム・ミキエヴィッツ公立公園

学校が数校と工業高校の分校が置かれている。中心街近くの城址には博物館があり、300体以上のすぐれたイコンが見られる。

## スポーツ
サノクにはさまざまなスポーツ施設が置かれており、地元民も観光客も多様なスポーツが楽しめる。そのなかでも最も大きいのはサン川の河岸にある市民スポーツ・レクリエーション・センターで、スピードスケートのリンク、屋外・屋内のスイミングプール、ホテル、ツーリスト・ホステル、キャンプ場、専門設備を備えた競技場などがある。中心地区にはもう1箇所、ホッケークラブのHCサノクが運営するホッケー仕様のアイスリンクがある。夏はサン川のほとりで日光浴や水浴びを楽しめ、冬には近くのカルリクフのスキー場が稼動する。

## サノク出身の有名人
- タデウシュ・ヴェトゥラニ - 生物学者
- ズィグムント・ウェンピツキ - ドイツ文学の教授、文学理論家
- ヤン・グロデク - ヤギェウォ大学元学長
- カジミェシュ・シフィタルスキ - 軍人・政治家
- シモン・パヴウォフスキ - 政治家
- ルィシャルト・パツワフスキ - 弁護士
- カタジナ・バフレダ＝ツルシ - スピードスケート選手
- マリアン・パンコフスキ - 作家・詩人・文芸評論家・翻訳家
- アダム・ファストナフト - 歴史学者
- ズジスワフ・ベクシンスキ - 画家
- トマシュ・ベクシンスキ - ズジスワフの息子。音楽ジャーナリスト、ラジオ番組の司会者、翻訳者
- ヨーゼフ・ヘルツィヒ - オーストリアの化学者
- ズジスワフ・ペシュコフスキ - ローマ・カトリックの聖職者

サノク郡、ストラホチナ
- アンジェイ・ボボラ - イエズス会の宣教師、殉教者

同上、ティラヴァ・ヴォウォスカ
- ヤコブ・アフィグドール - ラビ・作家。ホロコーストの生き残り。

## サノクゆかりの人物
- ミコワイ・カミェニェツキ - シュラフタ。この地域のカシュテランを務めた。
- メイル・シャピロ - スチャヴァ（現在はルーマニア）出身のラビ。1921年にこの町のラビとなった。
- シュロモ・ハルベルスタム一世 - ラビ。
- ステパン・ポーペル - チェス選手。1944年にサノクの大会で勝利を収める。
- イェジ・ムニシェフ - シュラフタ、サンドミェシュのヴォイェヴォダ。サノクのスタロスタも務めた。